# Här en källa rinner
Här en källa rinner är en psalm som i original heter There is a fountain filled with blood skriven av William Cowper 1771. Den översattes till svenska av Betty Ehrenborg-Posse och utgavs 1854 i andra häftet av "Andeliga sånger för barn". Texten bearbetades av Emanuel Linderholm 1920. Verserna 3 och 5 i Svenska Missionsförbundets sångbok 1920 i denna psalmtext är författade av Carl Boberg som avled 1940. Dessa bägge verser blir fria från upphovsrätt år 2010.
Melodin (3/4, D-dur) är engelsk.
Den bearbetade texten är fri för publicering 2007, med undantag för Bobergs verser 3 och 5 i Missionsförbundets sångbok 1920. 

## Publicerad i
- Stockholms söndagsskolförenings sångbok 1882 som nr 39 under rubriken "Sånger af allmänt innehåll"
- Hemlandssånger 1891 som nr 285
- Nya Pilgrimssånger 1892 nr 196 under rubriken "Ny födelse".
- Herde-Rösten 1892 som nr 78 under rubriken "Jesu blod:"
- Barnens sångbok 1893 nr 104 med titeln "Källan".
- Svensk söndagsskolsångbok 1908 som nr 67  under rubriken "Frälsningen i Kristus".
- Lilla Psalmisten 1909 som nr 77 under rubriken "Frälsningen".
- Svenska Missionsförbundets sångbok 1920 som nr 230 med tillägg av v. 3 och 5 av Carl Boberg under rubriken "Omvändelse och nyfödelse".
- Nya psalmer 1921 som nr 507 under rubriken "Guds härlighet i Kristus".
- Svensk söndagsskolsångbok 1929 som nr 95 under rubriken "Frälsningen i Kristus"
- Frälsningsarméns sångbok 1929 som nr 12 under rubriken " Frälsningssånger - Frälsningen i Kristus".
- Musik till Frälsningsarméns sångbok 1930 som nr 12
- Sionstoner 1935 som nr 125 under rubriken "Frälsningens grund i Guds kärlek och förverkligande genom Kristus".
- Guds lov 1935 som nr 133 under rubriken "Väckelse och inbjudan".
- 1937 års psalmbok som nr 303 under rubriken "Tro, förlåtelse, barnaskap".
- Sånger och psalmer 1951 nr 92 under rubriken "Jesus Kristus. Jesu liv och gärning"
- Sions Sånger 1951 nr 74
- Segertoner 1960 som nr 85
- Frälsningsarméns sångbok 1968 som nr 38 under rubriken "Frälsning".
- Herren Lever 1977 som nr 285
- Sions Sånger 1981 nr 97 under rubriken "Guds nåd i Kristus".
- 1986 års psalmbok som nr 246 under rubriken "Förtröstan - trygghet".
- Lova Herren 1988 som nr 347 under rubriken "Frälsningens mottagande genom tron".